# باربار
باربار هي قرية تقع في شمال غربي مملكة البحرين، في المحافظة الشمالية، وفيها معابد باربار الذي كان المعبد الديني لهم في حضارة دلمون العريقة. معابد باربار وهي ثلاثة بنيت في الفترة 1800-2300 قبل الميلاد وهو ما يسمى بالعصر البرونزي عصر المدينة الثانية الذهبية، واكتشفت المعبد الكبير البعثة الدانماركية برئاسة جيوفري بيبي في عام 1954 م، وتحت المعبد الكبير يوجد معبدان أقدم وأصغر، بنيت جميعها الواحد فوق الآخر على مر السنين. أما المعبد الرئيسي يضم ساحة وغرفا وبئرا مقدسا ومذبحا، وعِثر فيه على رأس ثور من البرونز ومزهريات من الرخام وأدوات برونزية كالسكاكين والأختام، وترجع قدسية البئر عند أهل هذا المعبد لوجود الإله إنكي إله المياه العذبة.

## سبب التسمية
هناك رأيين حول أصل تسمية القرية:
- الرأي الأول: وهو أن الكلمة من مقطعين بار بار وتعني بالفارسية (ساحل السواحل).
- الرأي الثاني: وهو يستند إلى الكشوف الأثرية واللغوية الحديثة أن الاسم مأخوذ من الكلمة الأكادية ي-بابار(e-babbar) ومعناها معبد الشمس أي مكان عبادة الآله الأكادي شمش.[2]

## تاريخ القرية
عمل أهلها قديما في قطاعات الفلاحة وصيد الأسماك والغوص، ثم عمل عدد كبير من رجالاتها في شركة نفط البحرين بابكو والتي كانوا يطلقون عليها اسم الجبل نظرا لكونها بالقرب من جبل الدخان، ويعمل أهلها الآن في مختلف القطاعات التعليمية والتجارية والخدماتية بالإضافة إلى المهن التقليدية السابقة كالزراعة وصيد الأسماك وبلغ تعداد سكانها في عام 2000م حوالي 6060 نسمة.
وفي عام 1969 م افتتحت أول مدرسة نظامية للبنين في القرية والتي هي الآن مدرسة باربار الابتدائية للبنات، وفي عام 1972 م تم ابتعاث أول دفعة من جيل البنات للدراسة النظامية في مدرسة جدحفص الابتدائية للبنات وكان وقتها لدى الأهالي تحفظ شديد جدا على تعلم الإناث، وهن الآن مدرسات ولهن خدمات جليلة في العمل الاجتماعي والخيري، وفي عام 1973 م افتتحت مدرسة باربار الابتدائية للبنات وكان التعليم في نفس مدرسة الأولاد، وفي عام 1976 م أصبحت مدرسة باربار الابتدائية مركزا تعليميا صباحا ومساء أي أنها تحتضن الطالبات صباحا من السابعة حتى الثانية عشر والنصف وتحتضن البنين من الواحدة إلى الخامسة مساء وتحتضن محو الأمية للرجال من السابعة إلى التاسعة مساء، وفي عام 1979 م افتتحت المدرسة الابتدائية للبنين، وفي عام 1983 م افتتحت مدرسة زينب الإعدادية، وفي عام 1984 م تخرجت أول دفعة جامعية من بنات القرية. في عام 2012 تم إغلاق مدرسة باربار الابتدائية للبنات حتى تم توزيع طالبات قرية باربار على مدرسة الدراز الابتدائية للبنات وطالبات قرية جنوسان إلى مدرسة كرانة الابتدائية للبنات.
وتدعم هذه النهضة العلمية عدد من مؤسسات القرية ومن هذه المؤسسات نادي باربار الثقافي والرياضي وصندوق باربار الخيري كذلك ولا أحد يجهل دور المؤسسات والشركات الأهلية الخاصة.
نادي باربار الثقافي والرياضي تأسس عام 1964 م أخذ على عاتقه عدة مسئوليات وأهمها الاهتمام بشئون الشباب ثقافيا ورياضيا، وبصماته واضحة يشهد لها التاريخ الرياضي، بالإضافة إلى الأعمال الاجتماعية في القرية وله دور أساسي في دخول الفتاة حقل التعليم حيث كان يعتبر تمردا على الواقع آن ذاك.
وفي عام 1994 م تم تأسيس جمعية باربار النسائية والتي بدأ نشاطها واضحا من خلال البرامج التي تقدمها لخدمة نساء القرية من خلال لجانها (لجنة الاحتفالات، الصحية، الاجتماعية، الثقافية..إلخ)وقد أشهرت في عام 2006 كجمعية رسمية مسجلة في وزارة التنمية الاجتماعية.
وفي عام 1996 م تم افتتاح أول حوزة علمية للنساء تابعة لحوزة السيد جواد الوداعي وكان مقرها بني جمرة، وفي عام 2001 م انتقلت إلى مقرها الحالي في باربار والتي تحمل اسم حوزة الامام الباقر للعلوم والمعارف الإسلامية.
جواد بن السيد فضل الوداعي، عالم وإمام جماعة معروف في البحرين، ولد في ليلة الثلاثاء 17 جمادى الأولى 1342 / 15 ديسمير 1923 م، درس وعاش في النجف في الفترة 1376-1395 ه‍ /1956-1975 م، فعاد وسكن في رأس رمان لعدة سنوات ثم عاد واستقر في قرية باربار وهي دار سكنى أجداده، زهد في تقلد الوظائف الرسمية في الدولة، عني بطباعة الكتب الفقهية لبعض الأسلاف من فقهاء البحرين، وتُوفي في 11 جمادى الثاني 1437 / 21 مارس 2016 م.

## مساجد القرية
مسجد الشيخ علي بن حماد، مسجد الخضر، مسجد العبد الصالح، مسجد الشيخ خلف العصفور، مسجد بن رجب. مسجد الجبانة أو المقبرة، مسجد يتيم (وهو للطائفة السنية) .

## مآتم القرية
مأتم باربار، مأتم الإمام الرضا، حسينية المحافظة، حسينية الحاج مكي، حسينية الوداعية، كما يوجد عدد كبير من مآتم نسائية مثل (الفواطم. أم البنين. السيدة رقية. المحافظة)